# Svrčinovec
Svrčinovec est un village de Slovaquie situé dans la région de Žilina.

## Histoire
Première mention écrite du village en 1658.

## Démographie

### Évolution de la population
| Année:               | 1994. | 2004.    | 2014.   | 2024.   |
| -------------------- | ----- | -------- | ------- | ------- |
| Nombre de personnes: | 3138  | 3467     | 3560    | 3305    |
| Différence:          |       | +10,48 % | +2,68 % | -7,16 % |

| Année:               | 2023. | 2024.   |
| -------------------- | ----- | ------- |
| Nombre de personnes: | 3339  | 3305    |
| Différence:          |       | -1,01 % |